# Semimenophra owadai
Semimenophra owadai är en fjärilsart som beskrevs av Sato 1987. Semimenophra owadai ingår i släktet Semimenophra och familjen mätare. Inga underarter finns listade i Catalogue of Life.